# Effetti pericolosi
Effetti pericolosi è un film svedese del 2004, diretto da Teresa Fabik e con protagonista la giovane Amanda Renberg, nel ruolo di Sofie.

## Trama
A una festa, la tredicenne Sofie beve qualche bicchierino di troppo e si ubriaca. Vedendola in questo stato, alcuni ragazzi della sua scuola ne approfittano per scattarle delle foto compromettenti, e all'improvviso Sofie si ritrova con una pessima reputazione sulle spalle.
Infatti gli stessi che le hanno scattato le foto, insieme ai loro amici cominciano a scriverle parolacce assai offensive sul suo conto attaccandole al suo armadietto, prendendola spesso in giro durante le lezioni. Ad un'altra festa Sofie vista la situazione umiliante che ogni attimo che passa rode un pezzetto in più della sua dignità e non riuscendo a reggere più la pressione, si getta giù dalla finestra, viene poi portata in ospedale, uscita, le resta vicina solo una delle sue amiche, tornata a scuola si prende una rivincita nei confronti di quelli e perciò ora è più soddisfatta di sé.